# Syrrhopodon simmondsii
Syrrhopodon simmondsii är en bladmossart som beskrevs av Steere 1946. Syrrhopodon simmondsii ingår i släktet Syrrhopodon och familjen Calymperaceae. Inga underarter finns listade i Catalogue of Life.